# Шаллаи, Роланд
Ро́ланд Шалла́и (венг. Sallai Roland; род. 22 мая 1997, Будапешт) — венгерский футболист, полузащитник турецкого клуба «Галатасарай» и сборной Венгрии. Участник двух чемпионатов Европы (2020 и 2024). Сын футболиста Шандора Шаллаи.

## Клубная карьера
В детстве Роланд прошёл тренировочные циклы в трёх венгерских юношеских академиях — «Диошдьёра», «Шиофока» и «Видеотона». В 2014 году 17-летний Роланд был переведён в молодёжный фарм-клуб «Видеотона» «Академия Пушкаша». 1 августа 2014 года дебютировал в чемпионате Венгрии в поединке против «Пакша», выйдя на поле на замену. Всего в дебютном сезоне провёл 16 встреч, в пяти из них выходил в основном составе. Забил 2 мяча — 14 сентября первый, в ворота венгерского гранда — «Ференцвароша». В сезоне 2015/16 стал основным игроком, принял участие в 31 игре, в 29 выходил в стартовом составе. И, хотя команда вылетела из Высшей лиги на сезон, Шаллаи обратил на себя внимание различных европейских футбольных клубов.
Летом 2016 года был отдан в аренду на сезон в итальянский клуб «Палермо» с последующим правом выкупа. 21 августа 2016 года дебютировал в Серии А в поединке против «Сассуоло», выйдя на замену вместо Аккурсио Бентивеньи. Провёл в чемпионате 21 матч, забил 1 гол «Удинезе». Но по итогам сезона «Палермо» выбыл в серию В.
29 августа 2017 года кипрский АПОЭЛ подписал с игроком трёхлетний контракте до мая 2020 года. Сумма трансфера из «Академии Пушкаша» составила 2 млн евро. Его дебют в новой команде состоялся 9 сентября в матче против «Неа Саламины», где он отметился забитым голом. Уверенно стал игроком основы, провёл в чемпионате 29 игр и забил 9 голов. По итогам сезона стал с клубом чемпионом Кипра.
В августе 2018 года АПОЭЛ получил предложение 4,5 млн евро за Шаллаи от клуба Бундеслиги «Фрайбурга» и, конечно, оформил свой рекордный трансфер.
13 сентября 2024 года он подписал четырёхлетний контракт с турецким клубом Суперлиги «Галатасарай».

## Карьера в сборной
Игрок юношеских и молодёжных сборных команд. Принимал участие в отборочных турнирах к юношеским чемпионатам Европы, однако в финальную часть вместе с командой не выходил. Участник молодёжного чемпионата мира 2015 года, на турнире провёл две встречи, а сборная не вышла из группы с третьего места и проиграла в 1/8.
20 мая 2016 года дебютировал в сборной Венгрии в товарищеском поединке против команды Кот-Д’Ивуара.

## Достижения
АПОЭЛ
- Чемпион Кипра: 2017/18

«Галатасарай»
- Чемпион Турции: 2024/25
- Обладатель Кубка Турции: 2024/25